# Olimpiai érmesek listája alpesisíben
Ez a lap az olimpiai érmesek listája alpesisíben 1936-tól 2018-ig.

## Összesített éremtáblázat
(A táblázatokban Magyarország és a rendező nemzet sportolói eltérő háttérszínnel, az egyes számoszlopok legmagasabb értéke vagy értékei vastagítással kiemelve.)
| A téli olimpiai játékok összesített éremtáblázata alpesisíben | A téli olimpiai játékok összesített éremtáblázata alpesisíben | A téli olimpiai játékok összesített éremtáblázata alpesisíben | A téli olimpiai játékok összesített éremtáblázata alpesisíben | A téli olimpiai játékok összesített éremtáblázata alpesisíben | Olimpia  |
| ------------------------------------------------------------- | ------------------------------------------------------------- | ------------------------------------------------------------- | ------------------------------------------------------------- | ------------------------------------------------------------- | -------- |
|                                                               | Ország                                                        | Arany                                                         | Ezüst                                                         | Bronz                                                         | Összesen |
| 1.                                                            | Ausztria (AUT)                                                | 37                                                            | 41                                                            | 43                                                            | 121      |
| 2.                                                            | Svájc (SUI)                                                   | 22                                                            | 22                                                            | 22                                                            | 66       |
| 3.                                                            | Egyesült Államok (USA)                                        | 17                                                            | 20                                                            | 10                                                            | 47       |
| 4.                                                            | Franciaország (FRA)                                           | 15                                                            | 16                                                            | 17                                                            | 48       |
| 5.                                                            | Olaszország (ITA)                                             | 14                                                            | 9                                                             | 9                                                             | 32       |
| 6.                                                            | Németország (GER)                                             | 12                                                            | 7                                                             | 7                                                             | 26       |
| 7.                                                            | Norvégia (NOR)                                                | 11                                                            | 13                                                            | 12                                                            | 36       |
| 8.                                                            | Svédország (SWE)                                              | 7                                                             | 2                                                             | 9                                                             | 18       |
| 9.                                                            | Horvátország (CRO)                                            | 4                                                             | 6                                                             | 0                                                             | 10       |
| 10.                                                           | Kanada (CAN)                                                  | 4                                                             | 1                                                             | 6                                                             | 11       |
| 11.                                                           | NSZK (FRG)                                                    | 3                                                             | 5                                                             | 1                                                             | 9        |
| 12.                                                           | Liechtenstein (LIE)                                           | 2                                                             | 2                                                             | 6                                                             | 10       |
| 13.                                                           | Szlovénia (SLO)                                               | 2                                                             | 2                                                             | 3                                                             | 7        |
| 14.                                                           | Egyesült Német Csapat (EUA)                                   | 2                                                             | 1                                                             | 2                                                             | 5        |
| 15.                                                           | Csehország (CZE)                                              | 1                                                             | 0                                                             | 1                                                             | 2        |
| 15.                                                           | Spanyolország (ESP)                                           | 1                                                             | 0                                                             | 1                                                             | 2        |
|                                                               |                                                               |                                                               |                                                               |                                                               |          |
| 17.                                                           | Luxemburg (LUX)                                               | 0                                                             | 2                                                             | 0                                                             | 2        |
| 17.                                                           | Jugoszlávia (YUG)                                             | 0                                                             | 2                                                             | 0                                                             | 2        |
| 19.                                                           | Finnország (FIN)                                              | 0                                                             | 1                                                             | 0                                                             | 1        |
| 19.                                                           | Japán (JPN)                                                   | 0                                                             | 1                                                             | 0                                                             | 1        |
| 19.                                                           | Új-Zéland (NZL)                                               | 0                                                             | 1                                                             | 0                                                             | 1        |
| 19.                                                           | Oroszország (RUS)                                             | 0                                                             | 1                                                             | 0                                                             | 1        |
|                                                               |                                                               |                                                               |                                                               |                                                               |          |
| 23.                                                           | Ausztrália (AUS)                                              | 0                                                             | 0                                                             | 1                                                             | 1        |
| 23.                                                           | Csehszlovákia (TCH)                                           | 0                                                             | 0                                                             | 1                                                             | 1        |
| 23.                                                           | Szovjetunió (URS)                                             | 0                                                             | 0                                                             | 1                                                             | 1        |
|                                                               |                                                               |                                                               |                                                               |                                                               |          |
| Összesen                                                      | Összesen                                                      | 154                                                           | 155                                                           | 152                                                           | 461      |

## Férfiak

### Lesiklás
| Olimpia                 | Arany                                   | Ezüst                                          | Bronz                                          |
| 1948, St. Moritz        | Henri Oreiller · Franciaország (FRA)    | Franz Gabl · Ausztria (AUT)                    | Karl Molitor · Svájc (SUI)                     |
| 1948, St. Moritz        | Henri Oreiller · Franciaország (FRA)    | Franz Gabl · Ausztria (AUT)                    | Rolf Olinger · Svájc (SUI)                     |
| 1952, Oslo              | Zeno Colò · Olaszország (ITA)           | Othmar Schneider · Ausztria (AUT)              | Christian Pravda · Ausztria (AUT)              |
| 1956, Cortina d’Ampezzo | Toni Sailer · Ausztria (AUT)            | Raymond Fellay · Svájc (SUI)                   | Anderl Molterer · Ausztria (AUT)               |
| 1960, Squaw Valley      | Jean Vuarnet · Franciaország (FRA)      | Hans-Peter Lanig · Egyesült Német Csapat (EUA) | Guy Périllat · Franciaország (FRA)             |
| 1964, Innsbruck         | Egon Zimmermann · Ausztria (AUT)        | Léo Lacroix · Franciaország (FRA)              | Wolfgang Bartels · Egyesült Német Csapat (EUA) |
| 1968, Grenoble          | Jean-Claude Killy · Franciaország (FRA) | Guy Périllat · Franciaország (FRA)             | Jean-Daniel Dätwyler · Svájc (SUI)             |
| 1972, Szapporo          | Bernhard Russi · Svájc (SUI)            | Roland Collombin · Svájc (SUI)                 | Heinrich Messner · Ausztria (AUT)              |
| 1976, Innsbruck         | Franz Klammer · Ausztria (AUT)          | Bernhard Russi · Svájc (SUI)                   | Herbert Plank · Olaszország (ITA)              |
| 1980, Lake Placid       | Leonhard Stock · Ausztria (AUT)         | Peter Wirnsberger · Ausztria (AUT)             | Steve Podborski · Kanada (CAN)                 |
| 1984, Szarajevó         | Bill Johnson · Egyesült Államok (USA)   | Peter Müller · Svájc (SUI)                     | Anton Steiner · Ausztria (AUT)                 |
| 1988, Calgary           | Pirmin Zurbriggen · Svájc (SUI)         | Peter Müller · Svájc (SUI)                     | Franck Piccard · Franciaország (FRA)           |
| 1992, Albertville       | Patrick Ortlieb · Ausztria (AUT)        | Franck Piccard · Franciaország (FRA)           | Günther Mader · Ausztria (AUT)                 |
| 1994, Lillehammer       | Tommy Moe · Egyesült Államok (USA)      | Kjetil André Aamodt · Norvégia (NOR)           | Ed Podivinsky · Kanada (CAN)                   |
| 1998, Nagano            | Jean-Luc Crétier · Franciaország (FRA)  | Lasse Kjus · Norvégia (NOR)                    | Hannes Trinkl · Ausztria (AUT)                 |
| 2002, Salt Lake City    | Fritz Strobl · Ausztria (AUT)           | Lasse Kjus · Norvégia (NOR)                    | Stephan Eberharter · Ausztria (AUT)            |
| 2006, Torino            | Antoine Dénériaz · Franciaország (FRA)  | Michael Walchhofer · Ausztria (AUT)            | Bruno Kernen · Svájc (SUI)                     |
| 2010, Vancouver         | Didier Défago · Svájc (SUI)             | Aksel Lund Svindal · Norvégia (NOR)            | Bode Miller · Egyesült Államok (USA)           |
| 2014, Szocsi            | Matthias Mayer · Ausztria (AUT)         | Christof Innerhofer · Olaszország (ITA)        | Kjetil Jansrud · Norvégia (NOR)                |
| 2018, Phjongcshang      | Aksel Lund Svindal · Norvégia (NOR)     | Kjetil Jansrud · Norvégia (NOR)                | Beat Feuz · Svájc (SUI)                        |
| 2022, Peking            |                                         |                                                |                                                |

### Műlesiklás
| Olimpia                 | Arany                                           | Ezüst                                  | Bronz                                 |
| 1948, St. Moritz        | Edy Reinalter · Svájc (SUI)                     | James Couttet · Franciaország (FRA)    | Henri Oreiller · Franciaország (FRA)  |
| 1952, Oslo              | Othmar Schneider · Ausztria (AUT)               | Stein Eriksen · Norvégia (NOR)         | Guttorm Berge · Norvégia (NOR)        |
| 1956, Cortina d’Ampezzo | Toni Sailer · Ausztria (AUT)                    | Csiharu Igaja · Japán (JPN)            | Stig Sollander · Svédország (SWE)     |
| 1960, Squaw Valley      | Ernst Hinterseer · Ausztria (AUT)               | Matthias Leitner · Ausztria (AUT)      | Charles Bozon · Franciaország (FRA)   |
| 1964, Innsbruck         | Josef Stiegler · Ausztria (AUT)                 | Billy Kidd · Egyesült Államok (USA)    | James Heuga · Egyesült Államok (USA)  |
| 1968, Grenoble          | Jean-Claude Killy · Franciaország (FRA)         | Herbert Huber · Ausztria (AUT)         | Alfred Matt · Ausztria (AUT)          |
| 1972, Szapporo          | Francisco Fernández Ochoa · Spanyolország (ESP) | Gustav Thöni · Olaszország (ITA)       | Roland Thöni · Olaszország (ITA)      |
| 1976, Innsbruck         | Piero Gros · Olaszország (ITA)                  | Gustav Thöni · Olaszország (ITA)       | Willi Frommelt · Liechtenstein (LIE)  |
| 1980, Lake Placid       | Ingemar Stenmark · Svédország (SWE)             | Phil Mahre · Egyesült Államok (USA)    | Jacques Lüthy · Svájc (SUI)           |
| 1984, Szarajevó         | Phil Mahre · Egyesült Államok (USA)             | Steve Mahre · Egyesült Államok (USA)   | Didier Bouvet · Franciaország (FRA)   |
| 1988, Calgary           | Alberto Tomba · Olaszország (ITA)               | Frank Wörndl · NSZK (FRG)              | Paul Frommelt · Liechtenstein (LIE)   |
| 1992, Albertville       | Finn Christian Jagge · Norvégia (NOR)           | Alberto Tomba · Olaszország (ITA)      | Michael Tritscher · Ausztria (AUT)    |
| 1994, Lillehammer       | Thomas Stangassinger · Ausztria (AUT)           | Alberto Tomba · Olaszország (ITA)      | Jure Košir · Szlovénia (SLO)          |
| 1998, Nagano            | Hans Petter Buraas · Norvégia (NOR)             | Ole Kristian Furuseth · Norvégia (NOR) | Thomas Sykora · Ausztria (AUT)        |
| 2002, Salt Lake City    | Jean-Pierre Vidal · Franciaország (FRA)         | Sébastien Amiez · Franciaország (FRA)  | Benjamin Raich · Ausztria (AUT)       |
| 2006, Torino            | Benjamin Raich · Ausztria (AUT)                 | Reinfried Herbst · Ausztria (AUT)      | Rainer Schönfelder · Ausztria (AUT)   |
| 2010, Vancouver         | Giuliano Razzoli · Olaszország (ITA)            | Ivica Kostelić · Horvátország (CRO)    | André Myhrer · Svédország (SWE)       |
| 2014, Szocsi            | Mario Matt · Ausztria (AUT)                     | Marcel Hirscher · Ausztria (AUT)       | Henrik Kristoffersen · Norvégia (NOR) |
| 2018, Phjongcshang      | André Myhrer · Svédország (SWE)                 | Ramon Zenhäusern · Svájc (SUI)         | Michael Matt · Ausztria (AUT)         |
| 2022, Peking            |                                                 |                                        |                                       |

### Óriás-műlesiklás
| Olimpia                 | Arany                                   | Ezüst                                  | Bronz                                   |
| 1952, Oslo              | Stein Eriksen · Norvégia (NOR)          | Christian Pravda · Ausztria (AUT)      | Toni Spiess · Ausztria (AUT)            |
| 1956, Cortina d’Ampezzo | Toni Sailer · Ausztria (AUT)            | Anderl Molterer · Ausztria (AUT)       | Walter Schuster · Ausztria (AUT)        |
| 1960, Squaw Valley      | Roger Staub · Svájc (SUI)               | Josef Stiegler · Ausztria (AUT)        | Ernst Hinterseer · Ausztria (AUT)       |
| 1964, Innsbruck         | François Bonlieu · Franciaország (FRA)  | Karl Schranz · Ausztria (AUT)          | Josef Stiegler · Ausztria (AUT)         |
| 1968, Grenoble          | Jean-Claude Killy · Franciaország (FRA) | Willy Favre · Svájc (SUI)              | Heini Messner · Ausztria (AUT)          |
| 1972, Szapporo          | Gustav Thöni · Olaszország (ITA)        | Edmund Bruggmann · Svájc (SUI)         | Werner Mattle · Svájc (SUI)             |
| 1976, Innsbruck         | Heini Hemmi · Svájc (SUI)               | Ernst Good · Svájc (SUI)               | Ingemar Stenmark · Svédország (SWE)     |
| 1980, Lake Placid       | Ingemar Stenmark · Svédország (SWE)     | Andreas Wenzel · Liechtenstein (LIE)   | Hans Enn · Ausztria (AUT)               |
| 1984, Szarajevó         | Max Julen · Svájc (SUI)                 | Jure Franko · Jugoszlávia (YUG)        | Andreas Wenzel · Liechtenstein (LIE)    |
| 1988, Calgary           | Alberto Tomba · Olaszország (ITA)       | Hubert Strolz · Ausztria (AUT)         | Pirmin Zurbriggen · Svájc (SUI)         |
| 1992, Albertville       | Alberto Tomba · Olaszország (ITA)       | Marc Girardelli · Luxemburg (LUX)      | Kjetil André Aamodt · Norvégia (NOR)    |
| 1994, Lillehammer       | Markus Wasmeier · Németország (GER)     | Urs Kälin · Svájc (SUI)                | Christian Mayer · Ausztria (AUT)        |
| 1998, Nagano            | Hermann Maier · Ausztria (AUT)          | Stephan Eberharter · Ausztria (AUT)    | Michael von Grünigen · Svájc (SUI)      |
| 2002, Salt Lake City    | Stephan Eberharter · Ausztria (AUT)     | Bode Miller · Egyesült Államok (USA)   | Lasse Kjus · Norvégia (NOR)             |
| 2006, Torino            | Benjamin Raich · Ausztria (AUT)         | Joël Chenal · Franciaország (FRA)      | Hermann Maier · Ausztria (AUT)          |
| 2010, Vancouver         | Carlo Janka · Svájc (SUI)               | Kjetil Jansrud · Norvégia (NOR)        | Aksel Lund Svindal · Norvégia (NOR)     |
| 2014, Szocsi            | Ted Ligety · Egyesült Államok (USA)     | Steve Missillier · Franciaország (FRA) | Alexis Pinturault · Franciaország (FRA) |
| 2018, Phjongcshang      | Marcel Hirscher · Ausztria (AUT)        | Henrik Kristoffersen · Norvégia (NOR)  | Alexis Pinturault · Franciaország (FRA) |
| 2022, Peking            |                                         |                                        |                                         |

### Szuperóriás-műlesiklás
| Olimpia              | Arany                                | Ezüst                                     | Bronz                                     |
| 1988, Calgary        | Franck Piccard · Franciaország (FRA) | Helmut Mayer · Ausztria (AUT)             | Lars-Börje Eriksson · Svédország (SWE)    |
| 1992, Albertville    | Kjetil André Aamodt · Norvégia (NOR) | Marc Girardelli · Luxemburg (LUX)         | Jan Einar Thorsen · Norvégia (NOR)        |
| 1994, Lillehammer    | Markus Wasmeier · Németország (GER)  | Tommy Moe · Egyesült Államok (USA)        | Kjetil André Aamodt · Norvégia (NOR)      |
| 1998, Nagano         | Hermann Maier · Ausztria (AUT)       | Didier Cuche · Svájc (SUI)                | Nem adták ki                              |
| 1998, Nagano         | Hermann Maier · Ausztria (AUT)       | Hans Knauß · Ausztria (AUT)               | Nem adták ki                              |
| 2002, Salt Lake City | Kjetil André Aamodt · Norvégia (NOR) | Stephan Eberharter · Ausztria (AUT)       | Andreas Schifferer · Ausztria (AUT)       |
| 2006, Torino         | Kjetil André Aamodt · Norvégia (NOR) | Hermann Maier · Ausztria (AUT)            | Ambrosi Hoffmann · Svájc (SUI)            |
| 2010, Vancouver      | Aksel Lund Svindal · Norvégia (NOR)  | Bode Miller · Egyesült Államok (USA)      | Andrew Weibrecht · Egyesült Államok (USA) |
| 2014, Szocsi         | Kjetil Jansrud · Norvégia (NOR)      | Andrew Weibrecht · Egyesült Államok (USA) | Jan Hudec · Kanada (CAN)                  |
| 2014, Szocsi         | Kjetil Jansrud · Norvégia (NOR)      | Andrew Weibrecht · Egyesült Államok (USA) | Bode Miller · Egyesült Államok (USA)      |
| 2018, Phjongcshang   | Matthias Mayer · Ausztria (AUT)      | Beat Feuz · Svájc (SUI)                   | Kjetil Jansrud · Norvégia (NOR)           |
| 2022, Peking         |                                      |                                           |                                           |

### Alpesi összetett
| Olimpia                       | Arany                                | Ezüst                                   | Bronz                                           |
| 1936, Garmisch- Partenkirchen | Franz Pfnür · Németország (GER)      | Gustav Lantschner · Németország (GER)   | Émile Allais · Franciaország (FRA)              |
| 1948, St. Moritz              | Henri Oreiller · Franciaország (FRA) | Karl Molitor · Svájc (SUI)              | James Couttet · Franciaország (FRA)             |
| 1952–1984                     | Nem szerepelt az olimpiai programban | Nem szerepelt az olimpiai programban    | Nem szerepelt az olimpiai programban            |
| 1988, Calgary                 | Hubert Strolz · Ausztria (AUT)       | Bernhard Gstrein · Ausztria (AUT)       | Paul Accola · Svájc (SUI)                       |
| 1992, Albertville             | Josef Polig · Olaszország (ITA)      | Gianfranco Martin · Olaszország (ITA)   | Steve Locher · Svájc (SUI)                      |
| 1994, Lillehammer             | Lasse Kjus · Norvégia (NOR)          | Kjetil André Aamodt · Norvégia (NOR)    | Harald Christian Strand Nilsen · Norvégia (NOR) |
| 1998, Nagano                  | Mario Reiter · Ausztria (AUT)        | Lasse Kjus · Norvégia (NOR)             | Christian Mayer · Ausztria (AUT)                |
| 2002, Salt Lake City          | Kjetil André Aamodt · Norvégia (NOR) | Bode Miller · Egyesült Államok (USA)    | Benjamin Raich · Ausztria (AUT)                 |
| 2006, Torino                  | Ted Ligety · Egyesült Államok (USA)  | Ivica Kostelić · Horvátország (CRO)     | Rainer Schönfelder · Ausztria (AUT)             |
| 2010, Vancouver               | Bode Miller · Egyesült Államok (USA) | Ivica Kostelić · Horvátország (CRO)     | Silvan Zurbriggen · Svájc (SUI)                 |
| 2014, Szocsi                  | Sandro Viletta · Svájc (SUI)         | Ivica Kostelić · Horvátország (CRO)     | Christof Innerhofer · Olaszország (ITA)         |
| 2018, Phjongcshang            | Marcel Hirscher · Ausztria (AUT)     | Alexis Pinturault · Franciaország (FRA) | Victor Muffat-Jeandet · Franciaország (FRA)     |
| 2022, Peking                  |                                      |                                         |                                                 |

### Férfi éremtáblázat
| A téli olimpiai játékok éremtáblázata férfi alpesisíben | A téli olimpiai játékok éremtáblázata férfi alpesisíben | A téli olimpiai játékok éremtáblázata férfi alpesisíben | A téli olimpiai játékok éremtáblázata férfi alpesisíben | A téli olimpiai játékok éremtáblázata férfi alpesisíben | Olimpia  |
| ------------------------------------------------------- | ------------------------------------------------------- | ------------------------------------------------------- | ------------------------------------------------------- | ------------------------------------------------------- | -------- |
|                                                         | Ország                                                  | Arany                                                   | Ezüst                                                   | Bronz                                                   | Összesen |
| 1.                                                      | Ausztria (AUT)                                          | 24                                                      | 19                                                      | 25                                                      | 68       |
| 2.                                                      | Norvégia (NOR)                                          | 11                                                      | 11                                                      | 10                                                      | 32       |
| 3.                                                      | Franciaország (FRA)                                     | 11                                                      | 8                                                       | 10                                                      | 29       |
| 4.                                                      | Svájc (SUI)                                             | 9                                                       | 13                                                      | 13                                                      | 35       |
| 5.                                                      | Olaszország (ITA)                                       | 8                                                       | 6                                                       | 3                                                       | 17       |
| 6.                                                      | Egyesült Államok (USA)                                  | 6                                                       | 8                                                       | 4                                                       | 18       |
| 7.                                                      | Németország (GER)                                       | 3                                                       | 1                                                       | 0                                                       | 4        |
| 8.                                                      | Svédország (SWE)                                        | 3                                                       | 0                                                       | 4                                                       | 7        |
| 9.                                                      | Spanyolország (ESP)                                     | 1                                                       | 0                                                       | 0                                                       | 1        |
|                                                         |                                                         |                                                         |                                                         |                                                         |          |
| 10.                                                     | Horvátország (CRO)                                      | 0                                                       | 4                                                       | 0                                                       | 4        |
| 11.                                                     | Luxemburg (LUX)                                         | 0                                                       | 2                                                       | 0                                                       | 2        |
| 12.                                                     | Liechtenstein (LIE)                                     | 0                                                       | 1                                                       | 3                                                       | 4        |
| 13.                                                     | Egyesült Német Csapat (EUA)                             | 0                                                       | 1                                                       | 1                                                       | 2        |
| 14.                                                     | Japán (JPN)                                             | 0                                                       | 1                                                       | 0                                                       | 1        |
| 14.                                                     | Jugoszlávia (YUG)                                       | 0                                                       | 1                                                       | 0                                                       | 1        |
| 14.                                                     | NSZK (FRG)                                              | 0                                                       | 1                                                       | 0                                                       | 1        |
|                                                         |                                                         |                                                         |                                                         |                                                         |          |
| 17.                                                     | Kanada (CAN)                                            | 0                                                       | 0                                                       | 3                                                       | 3        |
| 18.                                                     | Szlovénia (SLO)                                         | 0                                                       | 0                                                       | 1                                                       | 1        |
|                                                         |                                                         |                                                         |                                                         |                                                         |          |
| Összesen                                                | Összesen                                                | 76                                                      | 77                                                      | 77                                                      | 230      |

## Nők

### Lesiklás
| Olimpia                 | Arany                                     | Ezüst                                   | Bronz                                  |
| 1948, St. Moritz        | Hedy Schlunegger · Svájc (SUI)            | Trude Beiser · Ausztria (AUT)           | Resi Hammerer · Ausztria (AUT)         |
| 1952, Oslo              | Trude Beiser · Ausztria (AUT)             | Annemarie Buchner · Németország (GER)   | Giuliana Minuzzo · Olaszország (ITA)   |
| 1956, Cortina d’Ampezzo | Madeleine Berthod · Svájc (SUI)           | Frieda Dänzer · Svájc (SUI)             | Lucille Wheeler · Kanada (CAN)         |
| 1960, Squaw Valley      | Heidi Biebl · Egyesült Német Csapat (EUA) | Penelope Pitou · Egyesült Államok (USA) | Traudl Hecher · Ausztria (AUT)         |
| 1964, Innsbruck         | Christl Haas · Ausztria (AUT)             | Edith Zimmermann · Ausztria (AUT)       | Traudl Hecher · Ausztria (AUT)         |
| 1968, Grenoble          | Olga Pall · Ausztria (AUT)                | Isabelle Mir · Franciaország (FRA)      | Christl Haas · Ausztria (AUT)          |
| 1972, Szapporo          | Marie-Theres Nadig · Svájc (SUI)          | Annemarie Moser-Pröll · Ausztria (AUT)  | Susan Corrock · Egyesült Államok (USA) |
| 1976, Innsbruck         | Rosi Mittermaier · NSZK (FRG)             | Brigitte Totschnig · Ausztria (AUT)     | Cindy Nelson · Egyesült Államok (USA)  |
| 1980, Lake Placid       | Annemarie Moser-Pröll · Ausztria (AUT)    | Hanni Wenzel · Liechtenstein (LIE)      | Marie-Theres Nadig · Svájc (SUI)       |
| 1984, Szarajevó         | Michela Figini · Svájc (SUI)              | Maria Walliser · Svájc (SUI)            | Olga Charvátová · Csehszlovákia (TCH)  |
| 1988, Calgary           | Marina Kiehl · NSZK (FRG)                 | Brigitte Oertli · Svájc (SUI)           | Karen Percy · Kanada (CAN)             |
| 1992, Albertville       | Kerrin Lee-Gartner · Kanada (CAN)         | Hilary Lindh · Egyesült Államok (USA)   | Veronika Stallmaier · Ausztria (AUT)   |
| 1994, Lillehammer       | Katja Seizinger · Németország (GER)       | Picabo Street · Egyesült Államok (USA)  | Isolde Kostner · Olaszország (ITA)     |
| 1998, Nagano            | Katja Seizinger · Németország (GER)       | Pernilla Wiberg · Svédország (SWE)      | Florence Masnada · Franciaország (FRA) |
| 2002, Salt Lake City    | Carole Montillet · Franciaország (FRA)    | Isolde Kostner · Olaszország (ITA)      | Renate Götschl · Ausztria (AUT)        |
| 2006, Torino            | Michaela Dorfmeister · Ausztria (AUT)     | Martina Schild · Svájc (SUI)            | Anja Pärson · Svédország (SWE)         |
| 2010, Vancouver         | Lindsey Vonn · Egyesült Államok (USA)     | Julia Mancuso · Egyesült Államok (USA)  | Elisabeth Görgl · Ausztria (AUT)       |
| 2014, Szocsi            | Tina Maze · Szlovénia (SLO)               | nem adták ki                            | Lara Gut · Svájc (SUI)                 |
| 2014, Szocsi            | Dominique Gisin · Svájc (SUI)             | nem adták ki                            | Lara Gut · Svájc (SUI)                 |
| 2018, Phjongcshang      | Sofia Goggia · Olaszország (ITA)          | Ragnhild Mowinckel · Norvégia (NOR)     | Lindsey Vonn · Egyesült Államok (USA)  |
| 2022, Peking            |                                           |                                         |                                        |

### Műlesiklás
| Olimpia                 | Arany                                         | Ezüst                                    | Bronz                                             |
| 1948, St. Moritz        | Gretchen Fraser · Egyesült Államok (USA)      | Antoinette Meyer · Svájc (SUI)           | Erika Mahringer · Ausztria (AUT)                  |
| 1952, Oslo              | Andrea Mead-Lawrence · Egyesült Államok (USA) | Ossi Reichert · Németország (GER)        | Annemarie Buchner · Németország (GER)             |
| 1956, Cortina d’Ampezzo | Renée Colliard · Svájc (SUI)                  | Regina Schöpf · Ausztria (AUT)           | Jevgenyija Szidorova · Szovjetunió (URS)          |
| 1960, Squaw Valley      | Anne Heggtveit · Kanada (CAN)                 | Betsy Snite · Egyesült Államok (USA)     | Barbara Henneberger · Egyesült Német Csapat (EUA) |
| 1964, Innsbruck         | Christine Goitschel · Franciaország (FRA)     | Marielle Goitschel · Franciaország (FRA) | Jean Saubert · Egyesült Államok (USA)             |
| 1968, Grenoble          | Marielle Goitschel · Franciaország (FRA)      | Nancy Greene · Kanada (CAN)              | Annie Famose · Franciaország (FRA)                |
| 1972, Szapporo          | Barbara Cochran · Egyesült Államok (USA)      | Danièle Debernard · Franciaország (FRA)  | Florence Steurer · Franciaország (FRA)            |
| 1976, Innsbruck         | Rosi Mittermaier · NSZK (FRG)                 | Claudia Giordani · Olaszország (ITA)     | Hanni Wenzel · Liechtenstein (LIE)                |
| 1980, Lake Placid       | Hanni Wenzel · Liechtenstein (LIE)            | Christa Kinshofer · NSZK (FRG)           | Erika Hess · Svájc (SUI)                          |
| 1984, Szarajevó         | Paoletta Magoni · Olaszország (ITA)           | Perrine Pelen · Franciaország (FRA)      | Ursula Konzett · Liechtenstein (LIE)              |
| 1988, Calgary           | Vreni Schneider · Svájc (SUI)                 | Mateja Svet · Jugoszlávia (YUG)          | Christa Kinshofer · NSZK (FRG)                    |
| 1992, Albertville       | Petra Kronberger · Ausztria (AUT)             | Annelise Coberger · Új-Zéland (NZL)      | Blanca Fernández Ochoa · Spanyolország (ESP)      |
| 1994, Lillehammer       | Vreni Schneider · Svájc (SUI)                 | Elfi Eder · Ausztria (AUT)               | Katja Koren · Szlovénia (SLO)                     |
| 1998, Nagano            | Hilde Gerg · Németország (GER)                | Deborah Compagnoni · Olaszország (ITA)   | Zali Steggall · Ausztrália (AUS)                  |
| 2002, Salt Lake City    | Janica Kostelić · Horvátország (CRO)          | Laure Péquegnot · Franciaország (FRA)    | Anja Pärson · Svédország (SWE)                    |
| 2006, Torino            | Anja Pärson · Svédország (SWE)                | Nicole Hosp · Ausztria (AUT)             | Marlies Schild · Ausztria (AUT)                   |
| 2010, Vancouver         | Maria Riesch · Németország (GER)              | Marlies Schild · Ausztria (AUT)          | Šárka Záhrobská · Csehország (CZE)                |
| 2014, Szocsi            | Mikaela Shiffrin · Egyesült Államok (USA)     | Marlies Schild · Ausztria (AUT)          | Kathrin Zettel · Ausztria (AUT)                   |
| 2018, Phjongcshang      | Frida Hansdotter · Svédország (SWE)           | Wendy Holdener · Svájc (SUI)             | Katharina Gallhuber · Ausztria (AUT)              |
| 2022, Peking            |                                               |                                          |                                                   |

### Óriás-műlesiklás
| Olimpia                 | Arany                                         | Ezüst                                     | Bronz                                       |
| 1952, Oslo              | Andrea Mead-Lawrence · Egyesült Államok (USA) | Dagmar Rom · Ausztria (AUT)               | Annemarie Buchner · Németország (GER)       |
| 1956, Cortina d’Ampezzo | Ossi Reichert · Egyesült Német Csapat (EUA)   | Putzi Frandl · Ausztria (AUT)             | Thea Hochleitner · Ausztria (AUT)           |
| 1960, Squaw Valley      | Yvonne Rüegg · Svájc (SUI)                    | Penelope Pitou · Egyesült Államok (USA)   | Giuliana Chenal-Minuzzo · Olaszország (ITA) |
| 1964, Innsbruck         | Marielle Goitschel · Franciaország (FRA)      | Christine Goitschel · Franciaország (FRA) | Nem adták ki                                |
| 1964, Innsbruck         | Marielle Goitschel · Franciaország (FRA)      | Jean Saubert · Egyesült Államok (USA)     | Nem adták ki                                |
| 1968, Grenoble          | Nancy Greene · Kanada (CAN)                   | Annie Famose · Franciaország (FRA)        | Fernande Bochatay · Svájc (SUI)             |
| 1972, Szapporo          | Marie-Theres Nadig · Svájc (SUI)              | Annemarie Pröll · Ausztria (AUT)          | Wiltrud Drexel · Ausztria (AUT)             |
| 1976, Innsbruck         | Kathy Kreiner · Kanada (CAN)                  | Rosi Mittermaier · NSZK (FRG)             | Danièle Debernard · Franciaország (FRA)     |
| 1980, Lake Placid       | Hanni Wenzel · Liechtenstein (LIE)            | Irene Epple · NSZK (FRG)                  | Perrine Pelen · Franciaország (FRA)         |
| 1984, Szarajevó         | Debbie Armstrong · Egyesült Államok (USA)     | Christin Cooper · Egyesült Államok (USA)  | Perrine Pelen · Franciaország (FRA)         |
| 1988, Calgary           | Vreni Schneider · Svájc (SUI)                 | Christa Kinshofer · NSZK (FRG)            | Maria Walliser · Svájc (SUI)                |
| 1992, Albertville       | Pernilla Wiberg · Svédország (SWE)            | Diann Roffe · Egyesült Államok (USA)      | Nem adták ki                                |
| 1992, Albertville       | Pernilla Wiberg · Svédország (SWE)            | Anita Wachter · Ausztria (AUT)            | Nem adták ki                                |
| 1994, Lillehammer       | Deborah Compagnoni · Olaszország (ITA)        | Martina Ertl · Németország (GER)          | Vreni Schneider · Svájc (SUI)               |
| 1998, Nagano            | Deborah Compagnoni · Olaszország (ITA)        | Alexandra Meissnitzer · Ausztria (AUT)    | Katja Seizinger · Németország (GER)         |
| 2002, Salt Lake City    | Janica Kostelić · Horvátország (CRO)          | Anja Pärson · Svédország (SWE)            | Sonja Nef · Svájc (SUI)                     |
| 2006, Torino            | Julia Mancuso · Egyesült Államok (USA)        | Tanja Poutiainen · Finnország (FIN)       | Anna Ottosson · Svédország (SWE)            |
| 2010, Vancouver         | Viktoria Rebensburg · Németország (GER)       | Tina Maze · Szlovénia (SLO)               | Elisabeth Goergl · Ausztria (AUT)           |
| 2014, Szocsi            | Tina Maze · Szlovénia (SLO)                   | Anna Fenninger · Ausztria (AUT)           | Viktoria Rebensburg · Németország (GER)     |
| 2018, Phjongcshang      | Mikaela Shiffrin · Egyesült Államok (USA)     | Ragnhild Mowinckel · Norvégia (NOR)       | Federica Brignone · Olaszország (ITA)       |
| 2022, Peking            |                                               |                                           |                                             |

### Szuperóriás-műlesiklás
| Olimpia              | Arany                                  | Ezüst                                     | Bronz                                  |
| 1988, Calgary        | Sigrid Wolf · Ausztria (AUT)           | Michela Figini · Svájc (SUI)              | Karen Percy · Kanada (CAN)             |
| 1992, Albertville    | Deborah Compagnoni · Olaszország (ITA) | Carole Merle · Franciaország (FRA)        | Katja Seizinger · Németország (GER)    |
| 1994, Lillehammer    | Diann Roffe · Egyesült Államok (USA)   | Szvetlana Gladiscseva · Oroszország (RUS) | Isolde Kostner · Olaszország (ITA)     |
| 1998, Nagano         | Picabo Street · Egyesült Államok (USA) | Michaela Dorfmeister · Ausztria (AUT)     | Alexandra Meissnitzer · Ausztria (AUT) |
| 2002, Salt Lake City | Daniela Ceccarelli · Olaszország (ITA) | Janica Kostelić · Horvátország (CRO)      | Karen Putzer · Olaszország (ITA)       |
| 2006, Torino         | Michaela Dorfmeister · Ausztria (AUT)  | Janica Kostelić · Horvátország (CRO)      | Alexandra Meissnitzer · Ausztria (AUT) |
| 2010, Vancouver      | Andrea Fischbacher · Ausztria (AUT)    | Tina Maze · Szlovénia (SLO)               | Lindsey Vonn · Egyesült Államok (USA)  |
| 2014, Szocsi         | Anna Fenninger · Ausztria (AUT)        | Maria Höfl-Riesch · Németország (GER)     | Nicole Hosp · Ausztria (AUT)           |
| 2018, Phjongcshang   | Ester Ledecká · Csehország (CZE)       | Anna Veith · Ausztria (AUT)               | Tina Weirather · Liechtenstein (LIE)   |
| 2022, Peking         |                                        |                                           |                                        |

### Alpesi összetett
| Olimpia                       | Arany                                 | Ezüst                                     | Bronz                                  |
| 1936, Garmisch- Partenkirchen | Christl Cranz · Németország (GER)     | Käthe Grasegger · Németország (GER)       | Laila Schou Nilsen · Norvégia (NOR)    |
| 1948, St. Moritz              | Trude Beiser · Ausztria (AUT)         | Gretchen Fraser · Egyesült Államok (USA)  | Erika Mahringer · Ausztria (AUT)       |
| 1952–1984                     | Nem szerepelt az olimpiai programban  | Nem szerepelt az olimpiai programban      | Nem szerepelt az olimpiai programban   |
| 1988, Calgary                 | Anita Wachter · Ausztria (AUT)        | Brigitte Oertli · Svájc (SUI)             | Maria Walliser · Svájc (SUI)           |
| 1992, Albertville             | Petra Kronberger · Ausztria (AUT)     | Anita Wachter · Ausztria (AUT)            | Florence Masnada · Franciaország (FRA) |
| 1994, Lillehammer             | Pernilla Wiberg · Svédország (SWE)    | Vreni Schneider · Svájc (SUI)             | Alenka Dovžan · Szlovénia (SLO)        |
| 1998, Nagano                  | Katja Seizinger · Németország (GER)   | Martina Ertl · Németország (GER)          | Hilde Gerg · Németország (GER)         |
| 2002, Salt Lake City          | Janica Kostelić · Horvátország (CRO)  | Renate Götschl · Ausztria (AUT)           | Martina Ertl · Németország (GER)       |
| 2006, Torino                  | Janica Kostelić · Horvátország (CRO)  | Marlies Schild · Ausztria (AUT)           | Anja Pärson · Svédország (SWE)         |
| 2010, Vancouver               | Maria Riesch · Németország (GER)      | Julia Mancuso · Egyesült Államok (USA)    | Anja Pärson · Svédország (SWE)         |
| 2014, Szocsi                  | Maria Höfl-Riesch · Németország (GER) | Nicole Hosp · Ausztria (AUT)              | Julia Mancuso · Egyesült Államok (USA) |
| 2018, Phjongcshang            | Michelle Gisin · Svájc (SUI)          | Mikaela Shiffrin · Egyesült Államok (USA) | Wendy Holdener · Svájc (SUI)           |
| 2022, Peking                  |                                       |                                           |                                        |

### Női éremtáblázat
| A téli olimpiai játékok éremtáblázata női alpesisíben | A téli olimpiai játékok éremtáblázata női alpesisíben | A téli olimpiai játékok éremtáblázata női alpesisíben | A téli olimpiai játékok éremtáblázata női alpesisíben | A téli olimpiai játékok éremtáblázata női alpesisíben | Olimpia  |
| ----------------------------------------------------- | ----------------------------------------------------- | ----------------------------------------------------- | ----------------------------------------------------- | ----------------------------------------------------- | -------- |
|                                                       | Ország                                                | Arany                                                 | Ezüst                                                 | Bronz                                                 | Összesen |
| 1.                                                    | Ausztria (AUT)                                        | 13                                                    | 20                                                    | 18                                                    | 51       |
| 2.                                                    | Svájc (SUI)                                           | 12                                                    | 9                                                     | 9                                                     | 30       |
| 3.                                                    | Egyesült Államok (USA)                                | 11                                                    | 12                                                    | 6                                                     | 29       |
| 4.                                                    | Németország (GER)                                     | 9                                                     | 6                                                     | 7                                                     | 22       |
| 5.                                                    | Olaszország (ITA)                                     | 6                                                     | 3                                                     | 6                                                     | 15       |
| 6.                                                    | Franciaország (FRA)                                   | 4                                                     | 8                                                     | 7                                                     | 19       |
| 7.                                                    | Svédország (SWE)                                      | 4                                                     | 2                                                     | 5                                                     | 11       |
| 8.                                                    | Horvátország (CRO)                                    | 4                                                     | 2                                                     | 0                                                     | 6        |
| 9.                                                    | Kanada (CAN)                                          | 4                                                     | 1                                                     | 3                                                     | 8        |
| 10.                                                   | NSZK (FRG)                                            | 3                                                     | 4                                                     | 1                                                     | 8        |
| 11.                                                   | Szlovénia (SLO)                                       | 2                                                     | 2                                                     | 2                                                     | 6        |
| 12.                                                   | Liechtenstein (LIE)                                   | 2                                                     | 1                                                     | 3                                                     | 6        |
| 13.                                                   | Egyesült Német Csapat (EUA)                           | 2                                                     | 0                                                     | 1                                                     | 3        |
| 14.                                                   | Csehország (CZE)                                      | 1                                                     | 0                                                     | 1                                                     | 2        |
|                                                       |                                                       |                                                       |                                                       |                                                       |          |
| 15.                                                   | Norvégia (NOR)                                        | 0                                                     | 2                                                     | 1                                                     | 3        |
| 16.                                                   | Finnország (FIN)                                      | 0                                                     | 1                                                     | 0                                                     | 1        |
| 16.                                                   | Új-Zéland (NZL)                                       | 0                                                     | 1                                                     | 0                                                     | 1        |
| 16.                                                   | Oroszország (RUS)                                     | 0                                                     | 1                                                     | 0                                                     | 1        |
| 16.                                                   | Jugoszlávia (YUG)                                     | 0                                                     | 1                                                     | 0                                                     | 1        |
|                                                       |                                                       |                                                       |                                                       |                                                       |          |
| 20.                                                   | Ausztrália (AUS)                                      | 0                                                     | 0                                                     | 1                                                     | 1        |
| 20.                                                   | Spanyolország (ESP)                                   | 0                                                     | 0                                                     | 1                                                     | 1        |
| 20.                                                   | Csehszlovákia (TCH)                                   | 0                                                     | 0                                                     | 1                                                     | 1        |
| 20.                                                   | Szovjetunió (URS)                                     | 0                                                     | 0                                                     | 1                                                     | 1        |
|                                                       |                                                       |                                                       |                                                       |                                                       |          |
| Összesen                                              | Összesen                                              | 77                                                    | 77                                                    | 74                                                    | 228      |

## Vegyes
| Olimpia            | Arany                                                                                            | Ezüst | Bronz |
| 2018, Phjongcshang | Svájc (SUI) · Luca Aerni · Denise Feierabend · Wendy Holdener · Daniel Yule · Ramon Zenhäusern · | Ausztria (AUT) · Stephanie Brunner · Manuel Feller · Katharina Gallhuber · Katharina Liensberger · Michael Matt · Marco Schwarz | Norvégia (NOR) · Sebastian Foss-Solevåg · Nina Haver-Løseth · Leif Kristian Nestvold-Haugen · Kristin Lysdahl · Jonathan Nordbotten · Maren Skjøld |
| 2022, Peking       |                                                                                                  | | |

## Többszörös érmesek

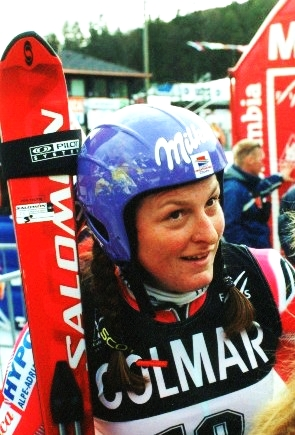
Janica Kostelić négyszeres olimpiai bajnok

| A legtöbb érmet szerzett versenyzők     | A legtöbb érmet szerzett versenyzők | A legtöbb érmet szerzett versenyzők | A legtöbb érmet szerzett versenyzők | A legtöbb érmet szerzett versenyzők | Olimpia  |
| --------------------------------------- | ----------------------------------- | ----------------------------------- | ----------------------------------- | ----------------------------------- | -------- |
|                                         | Olimpiádok                          | Arany                               | Ezüst                               | Bronz                               | Összesen |
| Kjetil André Aamodt · Norvégia (NOR)    | 1992–2006                           | 4                                   | 2                                   | 2                                   | 8        |
| Janica Kostelić · Horvátország (CRO)    | 1998–2006                           | 4                                   | 2                                   | 0                                   | 6        |
| Anja Pärson · Svédország (SWE)          | 2002–2010                           | 1                                   | 1                                   | 4                                   | 6        |
| Alberto Tomba · Olaszország (ITA)       | 1988–1994                           | 3                                   | 2                                   | 0                                   | 5        |
| Vreni Schneider · Svájc (SUI)           | 1988–1994                           | 3                                   | 1                                   | 1                                   | 5        |
| Katja Seizinger · Németország (GER)     | 1992–1998                           | 3                                   | 0                                   | 2                                   | 5        |
| Lasse Kjus · Norvégia (NOR)             | 1992–2006                           | 1                                   | 3                                   | 1                                   | 5        |
| Bode Miller · Egyesült Államok (USA)    | 1998–2010                           | 1                                   | 3                                   | 1                                   | 5        |
| Deborah Compagnoni · Olaszország (ITA)  | 1992–1998                           | 3                                   | 1                                   | 0                                   | 4        |
| Hermann Maier · Ausztria (AUT)          | 1998 & 2006                         | 2                                   | 1                                   | 1                                   | 4        |
| Hanni Wenzel · Liechtenstein (LIE)      | 1976–1980                           | 2                                   | 1                                   | 1                                   | 4        |
| Benjamin Raich · Ausztria (AUT)         | 2002–2010                           | 2                                   | 0                                   | 2                                   | 4        |
| Stephan Eberharter · Ausztria (AUT)     | 1998–2002                           | 1                                   | 2                                   | 1                                   | 4        |
| Jean-Claude Killy · Franciaország (FRA) | 1968                                | 3                                   | 0                                   | 0                                   | 3        |
| Toni Sailer · Ausztria (AUT)            | 1956                                | 3                                   | 0                                   | 0                                   | 3        |